# Фонтноа (Ен)
Фонтноа (фр. Fontenoy) насеље је и општина у североисточној Француској у региону Пикардија, у департману Ен (Пикардија) која припада префектури Соасон.
По подацима из 2011. године у општини је живело 484 становника, а густина насељености је износила 53,6 становника/km². Општина се простире на површини од 9,03 km². Налази се на средњој надморској висини од 45 метара (максималној 142 m, а минималној 36 m).

## Демографија
| 1962. | 1968. | 1975. | 1982. | 1990. | 1999. | 2011. |
| ----- | ----- | ----- | ----- | ----- | ----- | ----- |
| 413   | 463   | 428   | 442   | 541   | 532   | 484   |

График промене броја становника у току последњих година